# Référentiel National des Bâtiments
Le Référentiel National des Bâtiments (RNB) est un identifiant unique pour les bâtiments en France. Il a été créé en 2023. Il est issu du projet Bat-ID lui-même lancé en 2021.

## Notion de bâtiment
Le Conseil National de l’Information Géolocalisée (CNIG) a aidé à définir la notion de bâtiment comme étant une « [c]onstruction souterraine et/ou au-dessus du sol, ayant pour objectif d’être permanente, pour abriter des humains ou des activités humaines. Un bâtiment possède a minima un accès depuis l’extérieur. Dans la mesure du possible, un bâtiment est distinct d’un autre dès lors qu’il est impossible de circuler entre eux. »,

## Histoire

### Bat-ID
Le RNB est d'abord créé en 2021 sous le nom de « Bat-ID » au sein du programme « Entrepreneur(e)s d'intérêt général » (EIG) de la DINUM,.

### Start-up d'État
En janvier 2023, le projet prend la forme d'une start-up d'État et est intégré à la Fabrique des Géocommuns de l'IGN,,,. Le 18 mars 2024, la mise en ligne du RNB est annoncé. Huit personnes travaillent dans la start-up d'État.

### Base initiale de bâtiments
Initialement, les bâtiments proviennent de la Base de Données Nationale des Bâtiments du CSTB (Centre Scientifique et Technique du Bâtiment) pour 32 millions d'entre eux et des bâtiments de la BD Topo de l'IGN pour 16 millions d'entre eux,,,, et de collectivités. Entre 2023 et août 2024, la start-up d'État se concentre sur l'ajout de cette base initiale.
Durant l'été 2024, il est proposé d'améliorer les données du RNB par le biais d'un jeu-concours.

## Objectif
Le projet a pour objet d'identifier tous les bâtiments du territoire français et de leur associer un identifiant unique,.
Le projet doit permettre de suivre et croiser différentes bases de bâtiments notamment pour la rénovation énergétique. Il se veut comme un outil d'interopérabilité entre les différentes bases métiers des différents acteurs. Il doit permettre aux administrations publiques, aux collectivités locales et aux acteurs privés d'avoir une base de données commune pour simplifier le travail administratif,,.

## Financement
Le Référentiel National des Bâtiments est un projet financé par l'Agence de la Transition Écologique (ADEME), le Centre Scientifique et Technique du Bâtiment (CSTB), la Direction générale de l'Aménagement, du Logement et de la Nature (DGALN), l’Institut national de l'information géographique et forestière (IGN), et la Direction interministérielle du Numérique (DINUM).

## Distinctions
Le RNB est reconnu comme « données de forte valeur » par l'Union européenne à travers la directive 2019/1024,.